# إليزابيث ثورنتون
إليزابيث ثورنتون (بالإنجليزية: Elizabeth Thornton)‏ (24 يناير 1940، أبردين في المملكة المتحدة - 12 يوليو 2010 في كندا)؛ مُدرسة، كاتِبة، وزيرة وروائية بريطانية. درست في جامعة وينيبيغ.